# Damāgh Sefīd
Damāgh Sefīd (persiska: دماغ سفید) är en ort i Iran.   Den ligger i provinsen Kermanshah, i den västra delen av landet, 500 km väster om huvudstaden Teheran. Damāgh Sefīd ligger 583 meter över havet och antalet invånare är 137.
Terrängen runt Damāgh Sefīd är kuperad österut, men västerut är den platt.Runt Damāgh Sefīd är det ganska tätbefolkat, med 155 invånare per kvadratkilometer. Närmaste större samhälle är Sarpol-e Z̄ahāb, 2,9 km söder om Damāgh Sefīd. Trakten runt Damāgh Sefīd består till största delen av jordbruksmark.